# A Good Heart
A Good Heart is een nummer van de Noord-Ierse zanger Feargal Sharkey (voorheen zanger van The Undertones), afkomstig van het debuut studioalbum Feargal Sharkey uit 1985. Op 30 september van dat jaar werd het nummer op vinylsingle uitgebracht.

## Achtergrond
Met A Good Heart scoort Feargal Sharkey zijn eerste hit in Nederland. De voorganger, Listen to Your Father, kwam in september 1984 niet verder dan de Tipparade en bereikte toen de destijds drie landelijke hitlijsten op de nationale publieke popzender Hilversum 3 (de Nederlandse Top 40, Nationale Hitparade en de TROS Top 50) niet.
"A Good Heart" werd vanaf zondag 1 december 1985 veel gedraaid op vanaf deze datum Radio 3 en werd mede hierdoor zijn eerste en enige nummer 1-notering in Nederland en stond twee weken op de nummer 1-positie in de Nederlandse Top 40. In de Nationale Hitparade kwam de plaat niet verder dan de 2e positie. In de TROS Top 50 werd géén notering behaald, aangezien deze hitlijst op donderdag 21 november 1985 voor de laatste keer werd uitgezonden op toen nog Hilversum 3.
In de Europese hitlijst op Radio 3 (vanaf donderdag 5 december 1985), de TROS Europarade, werd de 3e positie bereikt.
In België bereikte de plaat de nummer 1-positie in zowel de voorloper van de Vlaamse Ultratop 50 als de Vlaamse Radio 2 Top 30. In Wallonië werd géén notering behaald.
Het nummer is geschreven door Maria McKee, het gaat over haar relatie met de keyboardspeler van Tom Petty and the Heartbreakers, Benmont Tench. Sharkeys volgende single (samen geschreven met Benmont Tench) You Little Thief, ging over de relatie van Tench met McKee. Ironisch genoeg plaatste Sharkey de twee nummers naast elkaar op zijn debuutalbum.
In 2007 nam Mckee haar eigen versie van het nummer op en plaatste het op haar album Late December.
In de sinds december 1999 jaarlijks uitgezonden NPO Radio 2 Top 2000 van de Nederlandse publieke radiozender NPO Radio 2 stond de plaat van 1999 tot 2014bin de lijst  genoteerd, met als hoogste notering een 766e positie in 2000.

## Hitnoteringen

### Nederlandse Top 40
| "A Good Heart" in de Nederlandse Top 40 - binnen: 07-12-1985 | "A Good Heart" in de Nederlandse Top 40 - binnen: 07-12-1985 | "A Good Heart" in de Nederlandse Top 40 - binnen: 07-12-1985 | "A Good Heart" in de Nederlandse Top 40 - binnen: 07-12-1985 | "A Good Heart" in de Nederlandse Top 40 - binnen: 07-12-1985 | "A Good Heart" in de Nederlandse Top 40 - binnen: 07-12-1985 | "A Good Heart" in de Nederlandse Top 40 - binnen: 07-12-1985 | "A Good Heart" in de Nederlandse Top 40 - binnen: 07-12-1985 | "A Good Heart" in de Nederlandse Top 40 - binnen: 07-12-1985 | "A Good Heart" in de Nederlandse Top 40 - binnen: 07-12-1985 | "A Good Heart" in de Nederlandse Top 40 - binnen: 07-12-1985 | "A Good Heart" in de Nederlandse Top 40 - binnen: 07-12-1985 | "A Good Heart" in de Nederlandse Top 40 - binnen: 07-12-1985 | "A Good Heart" in de Nederlandse Top 40 - binnen: 07-12-1985 | "A Good Heart" in de Nederlandse Top 40 - binnen: 07-12-1985 | "A Good Heart" in de Nederlandse Top 40 - binnen: 07-12-1985 | "A Good Heart" in de Nederlandse Top 40 - binnen: 07-12-1985 |
| Week                                                         | 1                                                            | 2                                                            | 3                                                            | 4                                                            | 5                                                            | 6                                                            | 7                                                            | 8                                                            | 9                                                            | 10                                                           | 11                                                           | 12                                                           | 13                                                           | 14                                                           | 15                                                           |                                                              |
| ------------------------------------------------------------ | ------------------------------------------------------------ | ------------------------------------------------------------ | ------------------------------------------------------------ | ------------------------------------------------------------ | ------------------------------------------------------------ | ------------------------------------------------------------ | ------------------------------------------------------------ | ------------------------------------------------------------ | ------------------------------------------------------------ | ------------------------------------------------------------ | ------------------------------------------------------------ | ------------------------------------------------------------ | ------------------------------------------------------------ | ------------------------------------------------------------ | ------------------------------------------------------------ | ------------------------------------------------------------ |
| Nummer                                                       | 32                                                           | 19                                                           | 10                                                           | 6                                                            | 5                                                            | 3                                                            | 2                                                            | 1                                                            | 1                                                            | 2                                                            | 4                                                            | 6                                                            | 14                                                           | 22                                                           | 40                                                           | uit                                                          |

### Nationale Hitparade
| "A Good Heart" in de Nationale Hitparade - binnen: 14-12-1985 | "A Good Heart" in de Nationale Hitparade - binnen: 14-12-1985 | "A Good Heart" in de Nationale Hitparade - binnen: 14-12-1985 | "A Good Heart" in de Nationale Hitparade - binnen: 14-12-1985 | "A Good Heart" in de Nationale Hitparade - binnen: 14-12-1985 | "A Good Heart" in de Nationale Hitparade - binnen: 14-12-1985 | "A Good Heart" in de Nationale Hitparade - binnen: 14-12-1985 | "A Good Heart" in de Nationale Hitparade - binnen: 14-12-1985 | "A Good Heart" in de Nationale Hitparade - binnen: 14-12-1985 | "A Good Heart" in de Nationale Hitparade - binnen: 14-12-1985 | "A Good Heart" in de Nationale Hitparade - binnen: 14-12-1985 | "A Good Heart" in de Nationale Hitparade - binnen: 14-12-1985 | "A Good Heart" in de Nationale Hitparade - binnen: 14-12-1985 | "A Good Heart" in de Nationale Hitparade - binnen: 14-12-1985 | "A Good Heart" in de Nationale Hitparade - binnen: 14-12-1985 | "A Good Heart" in de Nationale Hitparade - binnen: 14-12-1985 |
| Week                                                          | 1                                                             | 2                                                             | 3                                                             | 4                                                             | 5                                                             | 6                                                             | 7                                                             | 8                                                             | 9                                                             | 10                                                            | 11                                                            | 12                                                            | 13                                                            | 14                                                            |                                                               |
| ------------------------------------------------------------- | ------------------------------------------------------------- | ------------------------------------------------------------- | ------------------------------------------------------------- | ------------------------------------------------------------- | ------------------------------------------------------------- | ------------------------------------------------------------- | ------------------------------------------------------------- | ------------------------------------------------------------- | ------------------------------------------------------------- | ------------------------------------------------------------- | ------------------------------------------------------------- | ------------------------------------------------------------- | ------------------------------------------------------------- | ------------------------------------------------------------- | ------------------------------------------------------------- |
| Nummer                                                        | 22                                                            | 10                                                            | 6                                                             | 3                                                             | 3                                                             | 2                                                             | 4                                                             | 6                                                             | 5                                                             | 5                                                             | 7                                                             | 16                                                            | 27                                                            | 42                                                            | uit                                                           |

### TROS Europarade
Hitnotering: 14-11-1985 t/m 27-02-1986. Hoogste notering: #3 (1 week).

### NPO Radio 2 Top 2000
| Nummer met noteringen in de NPO Radio 2 Top 2000 | '99  | '00 | '01  | '02 | '03  | '04  | '05  | '06  | '07  | '08  | '09  | '10  | '11  | '12  | '13  | '14  |
| ------------------------------------------------ | ---- | --- | ---- | --- | ---- | ---- | ---- | ---- | ---- | ---- | ---- | ---- | ---- | ---- | ---- | ---- |
| A Good Heart                                     | 1018 | 766 | 1059 | 943 | 1465 | 1406 | 1575 | 1522 | 1534 | 1437 | 1786 | 1722 | 1631 | 1188 | 1855 | 1926 |

1. ↑  Een vetgedrukt getal geeft de hoogste notering aan.
2. ↑  Deze tabel is bijgewerkt tot en met de laatste editie (2024).